# Fonds (collectie)
Een fonds (de term betekent meestal stichting of economisch vermogen) betekent in bepaalde sectoren, inzonder het uitgeverswezen, een collectie aan boeken, partituren enz. die door een bedrijf onder één naam gepubliceerd worden.

## Modaliteiten
Soms is de term aldus het equivalent van een gewoon handelsfonds, maar in andere uitgeverijen zijn er meerdere fondsen, allemaal of op een na met een aparte benaming, vergelijkbaar met een handelsmerk, waaronder publicaties van een bepaald type worden uitgebracht, bijvoorbeeld naast een commerciële melkkoe ook een prestigieuzer fonds voor literatuur, of voor wetenschappelijke en/of naslagwerken (zoals Aula binnen Het Spectrum). Soms is een fonds de vorm waaronder een door fusie als rechtspersoon opgeheven uitgeverij 'voortleeft' als afdeling binnen het overnemend bedrijf.